# Protowithius fernandezianus
Protowithius fernandezianus är en spindeldjursart som beskrevs av Beier 1955. Protowithius fernandezianus ingår i släktet Protowithius och familjen Withiidae. Inga underarter finns listade i Catalogue of Life.